# 恭嬪崔氏
恭嬪崔氏（韓語：공빈최씨）（1440年代？—？），朝鮮睿宗的後宮嬪御，本貫為全州。父為崔道一，母為慶州鄭氏。
崔氏生卒年不詳，只知是在世宗朝末年生。因為是出生在士大夫的家庭中，言行舉止，禮儀都受到嚴格訓練。父親過世後，在世祖八年（1462年）六月經揀擇，選入世子（即日後的睿宗）後宮為昭訓。世祖去世後，睿宗即位。崔氏成為從二品淑儀。睿宗即位一年後去世，當時崔氏已入宮七年，仍未有子嗣。睿宗時期發生的南怡獄事，使得崔氏家產被充公。由於崔氏的地位，國王下賜慰悅。成宗十四年（1483年），貞熹王后因舊疾復發，赴溫陽溫泉療養，不幸仍在三月三十日去世。由於崔氏當時伺候貞熹王后有功，因而在六月十五日受封從一品貴人品階。崔氏去世後，追崇為正一品嬪，封號「恭」。

## 家庭
| 代别     | 姓名                       | 备注                                                          |
| -------- | -------------------------- | ------------------------------------------------------------- |
| 高祖     | 崔有慶（1343年－1413年）   | 參贊。                                                        |
| 高祖母   | 安东金氏                   | 判军器寺事、上洛君金昴之女。                                  |
| 伯曾祖   | 崔士儀（1376年－1452年）   | 摠制。                                                        |
| 从祖姑母 | 貴人崔氏                   | 世宗後宮。                                                    |
| 高祖母   | 固城李氏                   | 门下侍中李崇之女。                                            |
| 曾祖父   | 崔士康（？－1443年）       | 左贊成、敬忠公。                                              |
| 曾祖母   | 晋州姜氏                   | 左议政姜筮之女。                                              |
| 祖姑母   | 全州崔氏                   | 郡夫人，初封恭慎宅主 ，諴寧君正室。                           |
| 祖父     | 崔承寧                     | 通禮院奉禮，贈左議政。                                        |
| 祖母     | 平山申氏                   | 兵曹判书、赠左议政申孝昌之女。                                |
| 父       | 崔道一（？－1461年）       | 判官。                                                        |
| 姑母     | 全州崔氏                   | 齊安府夫人，臨瀛大君李璆繼室。                                |
| 表兄弟   | 烏山君李澍                 |                                                               |
| 表兄弟   | 龜城君李浚                 |                                                               |
| 表兄弟   | 定陽君李淳                 |                                                               |
| 表兄弟   | 八溪君李淨                 |                                                               |
| 表兄弟   | 歡城君李澄                 |                                                               |
| 表姊妹   | 中牟縣主                   | 燕山君废妃慎氏母亲，端敬王后之祖母。                          |
| 表姊妹   | 淸河縣主                   |                                                               |
| 外祖     | 鄭熙啓                     | 左參贊。                                                      |
| 母       | 慶州鄭氏                   | 贈貞敬夫人。                                                  |
| 兄弟     | 崔世賢                     | 文郡守。                                                      |
| 姐       | 全州崔氏（1441年－1493年） | 金堤郡夫人，适永順君李溥（1444年-1470年，廣平大君李璵之子）。 |
| 外甥     | 南川君李崝                 |                                                               |
| 外甥     | 清安君李嶸                 |                                                               |
| 外甥     | 會原君李崢                 | 出繼龜城君李浚。                                              |
| 曾祖母   | 阳城李氏                   | 判事李思耻之女。                                              |
| 祖姑母   | 全州崔氏                   | 完山府夫人，錦城大君正室。                                    |

## 附註
1. ↑  .   [2014-05-17]. （原始内容存档于2014-05-17）.
2. ↑  〈成宗實錄〉155卷，成宗14年（1483年）6月15日紀錄2
3. ↑  .   [2014-05-18]. （原始内容存档于2014-05-18）.
4. ↑  .   [2014-05-18]. （原始内容存档于2014-05-18）.
5. ↑  .   [2014-05-18]. （原始内容存档于2014-05-18）.
6. ↑  .   [2014-05-17]. （原始内容存档于2015-02-12）.
7. ↑  〈世祖實錄〉26卷，世祖7年（1461年）10月5日紀錄2
8. ↑  〈宗室永順君贈諡恭昭公神道碑銘〉…配全州崔氏。封金堤郡夫人。考諱道一。豐儲倉丞。祖諱承寧。通禮院奉禮。贈議政府左議政。曾祖諱士康。議政府左贊成。妣鄭氏。議政府左參贊熙啓之女。…